# Jacobswoude (dorp)

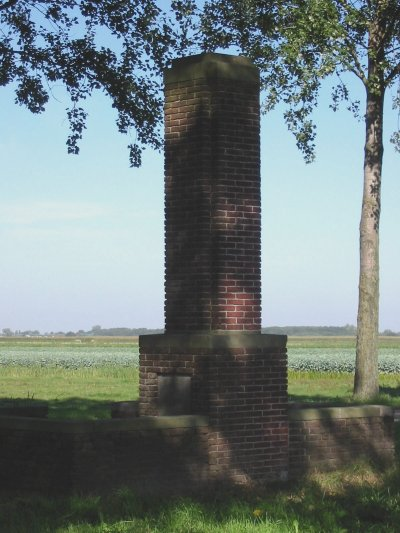
Monument voor het verdwenen dorp

Jacobswoude is een verdwenen dorp dat op het grondgebied van de huidige gemeente Kaag en Braassem lag.

## Geschiedenis
In de geschiedschrijving komt Jacobswoude voor het eerst voor in het jaar 823. Men denkt dat toen ambachtsheer Jacob van Woude het gebied in leen kreeg van Lodewijk de Vrome. Hij bouwde -in de buurt van de houten kapel van het ambacht Esselijkerwoude- een burcht en noemde die Ter Woude. Rond deze burcht vestigden zich een aantal boeren waarmee de buurtschap Jacobswoude werd gevormd. In de 12e eeuw was priester Hendrik er pastoor, die ook actief was bij de ontginning van het land. De naam Jacobswoude werd nog eens in het jaar 1283 genoemd. In 1494 telde de buurtschap achtendertig woningen. De middelen van bestaan waren visserij, veeteelt en het delven van turf. In 1522 werd de later wegens ketterij veroordeelde Jan de Bakker er pastoor. Rond het dorp werd al het veen afgegraven waardoor het gebied vooral uit water kwam te bestaan. Jacobswoude raakte in verval. De bewoners verhuisden naar Woubrugge. In 1586 werd de kerk afgebroken en gebruikt voor de fundering van een nieuwe kerk aan de Woudwetering. In het midden van de 18e eeuw begon men aan de drooglegging van de plassen. De Vierambachtspolder viel na vijf jaar malen droog in 1744 en werd in 1746 verkaveld, er was weer bewoning mogelijk in het gebied.

## Monument
Op de plek waar ooit de kerk van Jacobswoude gestaan zou moeten hebben, bij de kruising van de Kruisweg (richting Woubrugge) met de weg van Alphen aan den Rijn naar Leimuiden, de Herenweg (de N207) staat nu een monument. Het werd onthuld op 30 juli 1913, tijdens de Onafhankelijkheidsfeesten waarbij gevierd werd dat er honderd jaar daarvoor een eind gekomen was aan de Franse bezetting. In 1916 werd er naast het monument een stenen bank geplaatst. Hierin werd een grafsteen verwerkt afkomstig van het kerkhof van Jakobswoude. In 1936 werd de Provinciale weg verbreed en werd het monument verplaatst en opgeknapt. Dat gebeurde opnieuw in 1988 toen er een fietstunnel onder de weg werd aangelegd. De laatste opknapbeurt kreeg het monument in 2018. Schoolkinderen uit de buurt maakten teksten en gedichten en twee daarvan zijn op lage zuiltjes naast het monument geplaatst.
In een bakstenen zuil zijn drie natuurstenen plaquettes ingemetseld met de volgende teksten:
- Noordzijde:

Her-innering
aan het
verdwenen dorp
Jacobswoude
- Westzijde:

1747 – 1936
- Zuidzijde:

Geen muren
verduren
der uren
geweld
Die laatste regel komt uit het gedicht 'Het Roosje' van Robert Hendrik Arntzenius.
Aan de overkant van de Kruisweg, bij het Carpoolplein, heeft de provincie Zuid-Holland het gedicht 'men verplaatst zich' van Anton Korteweg aangebracht.
In 1991 werd door een fusie van de gemeenten Leimuiden, Rijnsaterwoude en Woubrugge de nieuwe gemeente Jacobswoude gevormd. Deze ging in 2009 deel uitmaken van de nieuwe gemeente Kaag en Braassem.